# Tetraprenil-beta-kurkumenska sintaza
Tetraprenil-beta-kurkumenska sintaza (EC 4.2.3.130, ytpB (gen)) je enzim sa sistematskim imenom sve-trans-heptaprenil-difosfat difosfat-lijaza (ciklizacija, formira tetraprenil-beta-kurkumen). Ovaj enzim katalizuje sledeću hemijsku reakciju
sve-trans-heptaprenil difosfat {\displaystyle \rightleftharpoons } tetraprenil-beta-kurkumen + difosfat
Ovaj enzim je izolovan iz Bacillus subtilis.

## Literatura
- Nicholas C. Price; Lewis Stevens (1999). Fundamentals of Enzymology: The Cell and Molecular Biology of Catalytic Proteins (Third изд.). USA: Oxford University Press. ISBN 019850229X.
- Eric J. Toone (2006). Advances in Enzymology and Related Areas of Molecular Biology, Protein Evolution (Volume 75 изд.). Wiley-Interscience. ISBN 0471205036.
- Branden C; Tooze J. Introduction to Protein Structure. New York, NY: Garland Publishing. ISBN 0-8153-2305-0.
- Irwin H. Segel. Enzyme Kinetics: Behavior and Analysis of Rapid Equilibrium and Steady-State Enzyme Systems (Book 44 изд.). Wiley Classics Library. ISBN 0471303097.
- William P. Jencks (1987). Catalysis in Chemistry and Enzymology. Dover Publications. ISBN 0486654605.

## Spoljašnje veze
- Tetraprenyl-beta-curcumene+synthase на 